# Pleolophus brachypterus
Pleolophus brachypterus là một loài tò vò trong họ Ichneumonidae.